# John Mazur
(en) Statistiques sur statscrew
John Edward Mazur (né le 17 juin 1930 à Plymouth (Pennsylvanie) et mort le 1er novembre 2013) est un ancien joueur et entraîneur de football américain qui était quarterback à l'université de Notre-Dame-du-Lac et ancien entraîneur principal des Patriots de la Nouvelle-Angleterre de 1970 à 1972.

## Biographie
Les qualités de quaterback de Mazur au lycée de Plymouth en Pennsylvanie attirent l'attention des entraîneurs de Notre-Dame qui le recrutent pour jouer entre 1949 et 1951. L'année suivante, il rejoint les corps de la Marine. Il continue à jouer au football américain pour les Marines. En 1954, il passe une année au Canada où il joue pour l'équipe des Lions de la Colombie-Britannique lors de leur saison inaugurale dans la Western Interprovincial Football Union. Ses performances ayant été très décevantes,, il ne revient pas avec le club l'année suivante.
En 1955, Mazur devient entraîneur. Il passe trois années comme assistant à l'université Tulane, puis une dans l'université Marquette en 1958 avant de voyager sur la côte est et de travailler pour l'Université de Boston trois nouvelles années.
Le 22 janvier 1962, Mazur est recruté comme entraîneur de l'équipe des Bills de Buffalo dans l'American Football League Bills de Buffalo, où il passe sept saisons comme coordinateur offensif amenant la franchise aux titres AFL en 1964 et 1965. Lors de sa dernière saison à Buffalo, l'équipe termine avec le pire bilan du football professionnel, ce qui leur permet de recruter O.J. Simpson lors de la draft suivante.
À la recherche de nouvelles opportunités, Mazur est recruté comme assistant entraîneur par les Patriots de la Nouvelle-Angleterre le 6 février 1969. L'équipe enchaîne les défaites ce qui entraîne la démission de l'entraîneur principal Clive Rush le 3 novembre 1970, et promeut Mazur à son seul et unique poste d'entraîneur principal.
Mazur sélecte le quarterback Jim Plunkett avec le premier choix de la draft 1971 de la NFL. La franchise termine la saison 1971 avec un bilan de 6 victoires pour 8 défaites, son meilleur depuis la saison 1966. Billy Sullivan propose une prolongation de contrat à Mazur avec une hausse de salaire. Mais la saison 1972 tourne au cauchemar avec deux victoires lors des neuf premières rencontres. Au lendemain de la défaite 0-52 contre Miami, le 13 novembre 1972, John Mazur démissionne et est remplacé par Phil Bengtson.
Mazur trouve un nouveau travail dans la NFL l'année suivante comme entraîneur de joueurs défensifs des Eagles de Philadelphie, et survit aux licenciements de nombreux membres du staff du club à la fin de la saison 1975. Il part cependant peu de temps après en 1977 pour rejoindre l'ancien assistant des Eagles Dick Vermeil qui est devenu entraîneur principal des Jets de New York.
Après deux saisons comme entraîneur défensif des Jets, Mazur est promu coordinateur défensif en 1979, aidant l'équipe à terminer avec un bilan équilibré de 8 victoires pour 8 défaites pour la deuxième année consécutive. L'année suivante, les Jets subissent 12 défaites en 16 rencontres alors que la santé de Mazur empire. En décembre, il doit se retirer pour combattre les effets de la maladie de Parkinson.
Depuis son retrait, les finances de Mazur se sont détériorées à cause de sa maladie, obligeant sa femme Bernadine à retourner travailler à 73 ans. En 2005, Mazur note dans un article du Boston Globe que sa pension de 1 500 dollars n'a pas augmenté depuis un quart de siècle.